# مورسز لاین (ورمانت)
مورسز لاین (به انگلیسی: Morses Line) یک منطقهٔ مسکونی در ایالات متحده آمریکا است که در شهرستان فرانکلین، ورمانت واقع شده‌است. مورسز لاین ۸۹٫۹۲ متر بالاتر از سطح دریا واقع شده‌است.